# 福本潔
福本潔（日语：／ Fukumoto Kiyoshi，1958年5月8日—），日本男性動畫演出家、動畫導演。出身於大阪府岸和田市。AB型血。

## 簡歷
曾經在動畫製作公司土田製作公司工作，執導《漫畫日本史》等作品，離開該公司後一直擔任自由演出家。然而，他的名字卻被列為Studio elle員工部分的客座演出。

## 參加作品

### 電視動畫
- 漫畫日本史（日语：まんが日本史 (日本テレビ)）（1983年—1984年，演出）
- 藍寶（日语：らんぽう）（1984年，分鏡）
- 桃太郎傳說 PEACHBOY LEGEND（1989年—1990年，首席導演、演出）
- PEACH COMMAND 新桃太郎傳說（1990年—1991年，首席導演）
- 淘氣貓 喵喵3丁目（1994年，演出）
- 天地無用！（1994年，分鏡、演出）
- 伊沙米大冒險（1995年—1996年，分鏡、演出）
- 暖暖日記 (1995年版)（1995年，分鏡、演出）
- 忍者亂太郎（1995年—1996年，分鏡、演出）
- 鋼鐵神兵（1996年，分鏡、演出）
- YAT安心！宇宙旅行（日语：YAT安心!宇宙旅行）（1996年，分鏡）
- 烏龍派出所（1996年，分鏡、演出）
- 逮捕令（1996年，分鏡）
- 新·天地無用！（1997年，分鏡、演出）
- 超魔神英雄傳（1997年—1998年，導演補佐、演出）
- 神奇寶貝（1998年—2001年，演出）
- 天才小魚郎RV（1998年，分鏡、演出）
- 十兵衛 -心形眼罩的秘密-（1999年，演出）
- Blue Gender（1999年，分鏡、演出）
- 霹靂酷樂貓（1999年，分鏡、演出）
- DINOZAURS：THE SERIES（日语：ダイノゾーン）（2000年，導演）
- Z.O.E Dolores, i（日语：Z.O.E Dolores, i）（2001年，演出）
- The Soul Taker ～魂狩～（日语：The Soul Taker 〜魂狩〜）（2001年，演出）
- 爆鬥宣言大鋼彈（2002年，演出）
- 銀河天使Z（2002年，分鏡）
- 尋找滿月（2002年，分鏡）
- 朝霧的巫女（2002年，分鏡、演出）
- 推理之绊（2002年—2003年，分鏡、演出）
- 犬夜叉（2002年—2004年，分鏡、演出）
- 出擊！救難特警隊（2003年，分鏡、演出）
- 初音島（2003年，演出）
- 烘焙王（2004年—2006年，分鏡、演出）
- DearS（2004年，分鏡、演出）
- 神無月的巫女（2004年，演出）
- 流星戰隊Musumet（2004年，演出）
- 現視研（2004年，演出）
- 鐵人28號 (2004年版)（2004年，分鏡、演出）
- To Heart ～Remember my Memories～（2004年，演出）
- 舞-HiME（2004年—2005年，演出）
- Keroro軍曹（2004年—2011年，分鏡、演出）
- 真相之眼（2005年，演出）
- 黏黏妖美少女（2005年，演出）
- 機獸超世紀（2005年，演出）
- 機獸創世紀（2005年，分鏡、演出）
- 出雲戰記（2005年，分鏡、演出）
- 帕塔利洛西遊記！（日语：パタリロ西遊記!）（2005年，演出）
- 舞-乙HiME（2005年，演出）
- 魔法美少女（2006年，分鏡）
- 狗狗向前衝（2006年，導演、分鏡、演出）
- Happiness！（2006年，演出）
- 悲慘世界 少女珂賽特（2007年，演出）
- PRISM ARK（2007年，演出）
- 我愛美樂蒂 ～轉轉旋律魔法牌～（2007年，演出）
- 我愛美樂蒂IV（日语：おねがい♪マイメロディ きららっ★）（2008年—2009年，首席導演、演出）
- 寶石寵物（2009年—2010年，分鏡、演出）
- 空中鞦韆（2009年，演出）
- 變身！公主偶像（2010年，演出）
- 屍鬼（2010年，演出）
- 鶺鴒女神 ～Pure Engagement～（2010年，分鏡、演出）
- 爆丸2 大爆破（2010年，演出）
- 爆漫王。（2011年，演出）
- 爆丸3 狩獵保衛者（2011年，演出）
- 輕鬆百合（2011年，演出）
- 紙箱戰機（2011年，演出）
- 紙箱戰機W（2012年，演出）
- 罪惡王冠（2012年，演出）
- 美少女死神 還我H之魂！（2012年，演出）
- 輕鬆百合♪♪（2012年，演出）
- 卡片鬥爭!! 先導者 亞洲巡迴賽篇（2012年—2013年，演出）
- 超速變形螺旋傑特（2012年，演出）
- 李洛克的青春全力忍傳（2012年，演出）
- GJ部（2013年，演出）
- 琴浦小姐（2013年，演出）
- 卡片鬥爭!! 先導者 王牌連接篇（2013年—2014年，演出）
- 進擊的巨人（2013年，演出）
- 哆啦A夢 (2005年版)（2013年，分鏡、演出）
- 紙箱戰機WARS（2013年，演出）
- 戀愛研究所（2013年，演出）
- 飆速宅男（2014年，演出）
- 卡片鬥爭!! 先導者 雙鬥搭檔篇（2014年，演出）
- 生存遊戲社（2014年，演出）
- 卡片鬥爭!! 先導者G（2014年，分鏡）
- 干物妹！小埋（2015年，演出）
- 與魔共舞（2015年，演出）

### 電影動畫
- 星際牛仔：天國之門（2001年，演出助手）

### OVA
- DRAGON'S HEAVEN（日语：ドラゴンズヘブン）（1988年，演出）
- 龍世紀（日语：竜世紀）（1988年，導演、分鏡）
- 叢林跟我走！（日语：ジャングルDEいこう!）（1997年，演出）
- 真蓋特機器人 世界最後之日（1998年，演出）

## 相關項目
- 日本動畫師列表（日语：アニメ関係者一覧）